# Hegèsies de Cirene
Hegèsies de Cirene (Hegesias, Ἡγησίας) fou un filòsof grec nascut a Cirene, que segons Diògenes Laerci fou deixeble de Parèbates. Fou un antic alumne també d'Anniceris. Considerava plaer els objectes que desitjava l'ésser humà. Ciceró diu que va escriure un llibre titulat ἀποκαρτερῶν, en què un home que havia decidit suïcidar-se s'acomiadava dels seus amics dient que la mort és més desitjable que la vida i descrivint les misèries humanes. Probablement, fou contemporani d'Epicur, però la seva època, de fet, és desconeguda.